# Jacques Bernard Hombron
Jacques Bernard Hombron (1798–1852) fue un cirujano, marino y naturalista francés.
Hombron realiza el viaje francés de la Astrolabe y de la Zelee entre 1837 y 1840, donde se investiga el perímetro de la Antártida.
Describe un número considerable de plantas (fueron 55) y de animales con Honoré Jacquinot.

## Algunas publicaciones

### Libros
- charles Hector Jacquinot, Jacques Bernard Hombron, Jean François Camille Montagne, Joseph Decaisne. 1842. Voyage au Pôle Sud et dans l'Océanie sur les corvettes "L'Astrolabe" et "La Zélée", exécuté ... pendant les années 1837-1840 sous le commandement de J. Dumont-d'Urville. Volumen 3. Editor Gide, x + 459 pp. en línea

## Honores

### Epónimos
Género
- (Pandanaceae) Hombronia Gaudich.[1]

Especies
- (Arecaceae) Hydriastele hombronii (Becc.) W.J.Baker & Loo[2]

- (Asteraceae) Cotula hombronii Franch.[3]

- (Asteraceae) Pleurophyllum hombronii Decne.[4]

- (Clusiaceae) Garcinia hombroniana Pierre[5]

- (Loranthaceae) Amylotheca hombronii Danser[6]

- (Loranthaceae) Decaisnina hombronii Tiegh.[7]

- (Moraceae) Ficus hombroniana Corner[8]

- (Melastomataceae) Melastoma hombronianum Naudin[9]

- (Orchidaceae) Phalaenopsis hombronii Finet[10]

- (Pandanaceae) Freycinetia hombronii Martelli[11]

- (Piperaceae) Peperomia hombronii C.DC.[12]

- (Rubiaceae) Psychotria hombroniana (Baill.) Fosberg[13]

- La abreviatura «Hombr.» se emplea para indicar a Jacques Bernard Hombron como autoridad en la descripción y clasificación científica de los vegetales.[14]

## Abreviatura (zoología)
La abreviatura Hombron  se emplea para indicar a Jacques Bernard Hombron como autoridad en la descripción y taxonomía en zoología.